# چارلز اشلی
چارلز اشلی (انگلیسی: Charles Schlee; ۲۱ ژوئیهٔ ۱۸۷۳ – ۵ ژانویهٔ ۱۹۴۷) دوچرخه‌سوار اهل ایالات متحده آمریکا بود.
وی در مسابقات کشوری و بین‌المللی در مجموع برندهٔ ۱ مدال طلا شده‌است.